# Anicca
Anicca (czyt. aniczcza; sans. अनित्य anitya; pāli अनिच्च anicca; tyb. mi rtag pa; chiński 無常 wúcháng; kor. 무상 musang;jap. 無常 mujō; wiet. vô thường) – podstawowe pojęcie buddyzmu oznaczające nietrwałość. Jedno z buddyjskich "Trzech Cech Istnienia" (pāli ti-lakkhana) uwarunkowanego.

## Znaczenie
Według doktryny buddyjskiej "wszystkie złożone zjawiska są nietrwałe", podlegają nieustannemu procesowi zmian. Dotyczy to wszelkiego rodzaju uwarunkowanych zjawisk, zarówno fizycznych jak i mentalnych: podstawowych elementów, wszechświatów i zawartych w nim gwiazd i planet, świata roślin, zwierząt, ludzi, bogów a także uczuć, doznań, myśli, świadomości itd. Nie chodzi tu jedynie o tzw. śmierć ontologiczną bytu, jak wyraziłaby to zachodnia tradycja filozofowania, ale raczej o nieustanne "przepływanie", zastępowanie jednych zjawisk (sanskryt dharma) przez inne, proces ten trwa bez początku i bez końca. W wyjaśnieniach tego pojęcia, pojawia się często przykład "liścia na drzewie", który podlegając nieustannym zmianom dojrzewa, starzeje się i ginie, lecz jest zastępowany przez inny liść. Inny przykład odwołuje się do marzeń sennych, które pojawią się (mimo woli śniącego) i nikną, natychmiast zastępowane przez inne, równie nietrwałe i pozbawione substancjalnej natury. Nie ma rzeczy, która trwa, bowiem wszystkie podlegają nieustannej zamianie. 
W życiu ludzkim nietrwałość objawia się przez cykl narodzin, proces chorób i starzenia, wreszcie śmierci (pali, sanskryt sansara), lecz także w doświadczeniu braku, utraty. Ma ona tu także pozytywny aspekt - wszelkie negatywne stany mają jedynie charakter tymczasowy i możliwa jest zmiana. Z powodu nietrwałości tych uwarunkowanych zjawisk jednak jakiekolwiek natarczywe chwytanie się wszelkich przedmiotów jest bezcelowe i ostatecznie prowadzi do cierpienia. Wszelkie te zjawiska opisane są w kategorii pięciu skupisk (pali khandha, sanskryt skandha). 
Anicca jest związana z doktryną anatta, według której nie ma trwałej duszy (pali atta, sanskryt atman) oraz z doktryną dukkha, "Szlachetną Prawdą o Cierpieniu", tworząc razem w ten sposób Trzy Cechy Istnienia (pāli ti-lakkhana) Uwarunkowanego, także nazywane Trzema Pieczęciami Dharmy. Należy przy tym podkreślić, że nietrwałość w buddyzmie dotyczy stanów uwarunkowanych. Stany są uwarunkowane przez dwanaście ogniw współzależnego powstawania, gdzie fundamentalnym ogniwem jest niewiedza. W theravadzie "Nieuwarunkowane Wyzwolenie" (pāli animitta-vimokkha) oraz w mahajanie "trzy ciała Buddy" nie należą do uwarunkowanego istnienia, którego cechą jest nietrwałość.

## Nietrwałość a wyzwolenie
Jedynym sposobem na wyzwolenie od nietrwałości a przede wszystkim od związanego z nią cierpienia (pali, sanskryt dukkha, por. Cztery Szlachetne Prawdy) jest Nirwana, czyli wygaśnięcie wszelkich splamień (pali kilesa, sanskryt klesia) oraz wygaśnięcie uwarunkowanych 5 skupisk istnienia. Jednocześnie warunkiem koniecznym dla osiągnięcia takiego wyzwolenia jest właśnie głębokie zrozumienie nietrwałości. Wagę kontemplacji nietrwałości podkreśla wiersz z sutty: 
| Choć z wiernym sercem przyjmuje się schronienie w Buddzie, jego Naukach i Wspólnocie Mnichów, czy też z wiernym sercem przestrzega się moralnych zasad lub rozwija umysł pełen miłującej dobroci - o wiele bardziej przynoszącym zasługę jest kultywowanie postrzegania nietrwałości, choćby zaledwie przez jedną chwilę. |

Znaczenie nietrwałości w praktyce medytacji buddyjskiej w piękny sposób ukazuje w swojej książce "Patrząc do wewnątrz" upasika Kee Nanayon:
| Gdy już umysł może trwać w stanie ładu, będziesz widział formacje mentalne lub przedmioty absorbujące umysł w ich naturalnym stanie powstawania i rozpadu. Umysł będzie czysty, neutralny i nieporuszony – ani zadowolony, ani niezadowolony – i będzie postrzegał zjawiska fizyczne i mentalne, gdy te powstają i rozpadają się stosownie do ich własnej natury. Gdy zrozumienie, że w żadnym w tych przedmiotów nie istnieje żadne ja stanie się jasne, napotkasz coś co znajduje się głębiej, poza wszelkim cierpieniem czy napięciem, wolne od cykli zmiany – nieśmiertelne – wolne od narodzin i śmierci, jako że wszelkie rzeczy, które podlegają narodzinom muszą stosownie do własnej natury zestarzeć się, ulec chorobie i umrzeć |

Według poglądu theravady jedynie Nirwana jest trwała, ponieważ jest nieuwarunkowana i nie jest formacją (nie powstała). Jest Nieuwarunkowanym Wyzwoleniem (pāli animitta-vimokkha).

## Podejście mahajany
Zgodnie z mahajaną już pobieżna kontemplacja nad nietrwałością prowadzi do wyzwolenia się od natarczywego chwytania się sprawom doczesności. Natomiast subtelna kontemplacja nad nietrwałością - "nietrwałością wszelkich uwarunkowanych zjawisk" - prowadzi do zrealizowania "pustości" (sanskryt. siunjata):
Nagardżuna w traktacie "Sześćdziesięciu Wersów Rozumowania" (sanskryt. Yuktisastika) opisuje to następująco w wersie 22:
| Poprzez zrozumienie powstawania, rozumie się ustawanie, Poprzez zrozumienie ustawania, rozumie się nietrwałość, Kiedy ktoś wie jak przeniknąć nietrwałość, również zrealizuje tą nieomylną prawdę (siunjatę). |

W mahajanie ponadto jest stosowane rozróżnienie "Trzech Obrotów Kołem Dharmy". W "Pierwszym Obrocie Kołem Dharmy" nauczanie Buddy ograniczało się do podstawowych nauk. W "Drugim Obrocie Kołem Dharmy" Budda nauczał doktryny tzw. "pustości" (sanskryt. siunjata) jako pośrednich nauk. W "Trzecim Obrocie Kołem Dharmy" Budda nauczał o Naturze Buddy jako najwyższych nauk.  Mahajanistyczna "Sutra Mahaparanirwany" (sanskryt. Mahaparinirvanasutra; tyb. mya ngan las ’das pa chen po’i mdo) przytacza słowa samego Buddy, że nauczał nietrwałości dla tych o pośrednich zdolnościach:
| Wówczas w Varanasi nauczałem nietrwałości, dukkha, siunjata, braku tożsamości, dla tych o pośrednich zdolnościach. Teraz obracając "Koło Dharmy" tutaj w Kuśinagara (Kushinagar), nauczam całkowicie czystą trwałość, nieskazitelność, błogość i tożsamość, (tzn. Naturę Buddy). |

Pojęcie nietrwałości nabiera tu nowego znaczenia w związku z nieuwarunkowaną Naturą Buddy (sanskryt. sugatagarbha) - "prawdziwie trwałą" naturą rzeczywistości. Dopóki kompletnie nie zrealizuje się wrodzonej sobie Natury Buddy, tej "nigdy nie narodzonej" sugatagarbhy, inaczej zwanej dharmadhatu (tłum. Przestrzeni Prawdy), będzie się poddanym nietrwałości zjawisk w odrodzeniu jako "czująca istota" sansary. 
Trzeci karmapa Rangdziung Dordże (1284–1339) podsumowuje to używając traktatu "Pochwała dharmadhatu" (sanskryt. Dharmadhātustava) autorstwa Nagardżuny:
| Takowoż, kiedy wszelkie tymczasowe zasłony (niewiedzy) - ściślej definiując my sami jako "czujące istoty" - będziemy nieobecnymi, jest tylko kwestia formalną czy "nasze" dharmadhatu (natura buddy) i "cała reszta" dharmadhatu (czyli natura buddy wszystkich buddów) są tym samym czy różnią się, ponieważ to co nazywane jest "czująca istotą" jest niczym innym jak tym właśnie błędem samym w sobie, co czyni takie rozróżnienia. |

Całkowite usunięcie wszystkich zasłon niewiedzy zgodnie z naukami mahajany jednoznaczne jest ze zrealizowaniem stanu trzech ciał Buddy.